# 朗库阿克
朗库阿克（法語：Lencouacq，法語發音：[lɛ̃kwak]），又称朗夸克，是法国朗德省的一个市镇，属于蒙德马桑区。

## 地理
朗库阿克（44°5'56"N, 0°24'16"W）面积96.62 平方千米，位于法国新阿基坦大区朗德省，该省份为法国西南部沿海省份，是法國本土面积第二大的省，北起吉倫特省，西临大西洋，南至大西洋比利牛斯省，东临热尔省，东北与洛特-加龍省接壤。
与朗库阿克接壤的市镇（或旧市镇、城区）包括：卡普雪、吕克莫、阿吕、雷特容、吕克塞、勒桑。

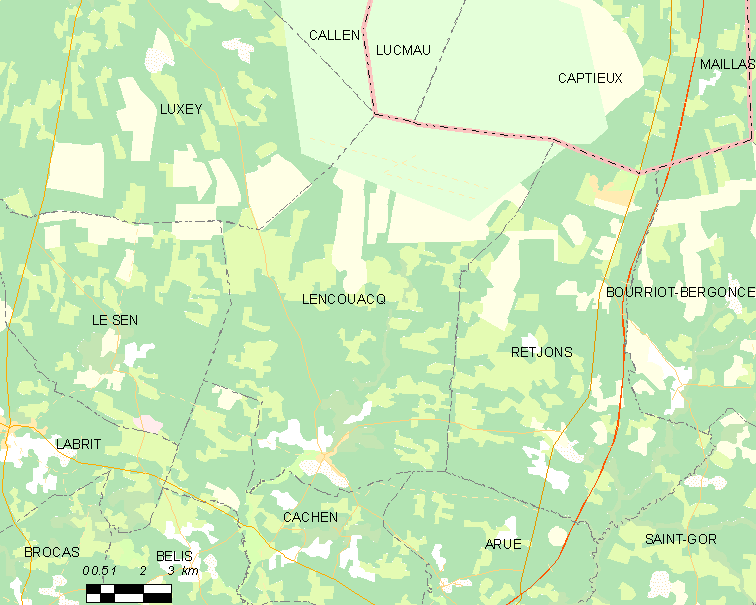
朗库阿克的OSM定位图

朗库阿克的时区为UTC+01:00、UTC+02:00（夏令时）。

## 行政
朗库阿克的邮政编码为40120，INSEE市镇编码为40149。

## 政治
朗库阿克所属的省级选区为上朗德-阿马尼亚克县。

## 人口

1962-2008年间朗库阿克人口变化图示

朗库阿克于2022年1月1日时的人口数量为376人。